# 2-(4-Méthoxyphénoxy)propanoate de sodium
Le 2-(4-méthoxyphénoxy)propanoate de sodium est un composé qui comme l'acide gymnémique a la propriété de masquer la saveur sucrée.

## Découverte
Le 2-(4-méthoxyphénoxy)propanoate de sodium a été découvert en 1989 dans la nature, sous forme acide (acide 2-(4-méthoxyphénoxy)propanoïque, couramment appelé lactisole), à partir des grains de café arabica colombien torréfiés. La concentration de l'acide dans le grain est de l'ordre de 0,55 à 1,2 ppm
, la forme isomère prédominante est la forme S (80 %).

## Structure chimique et propriétés

### Structure
Le 2-(4-méthoxyphénoxy)propanoate de sodium est un sel sodique de l'acide carboxylique : acide (méthoxy-4-phénoxy)-2 propanoïque (ou Lactisole).
Sa structure est celle de l'hydroquinone dont les 2 groupes hydroxyles sont éthérifiés, l'un par méthyle et l'autre par un sel d'acide propanoïque.
Il existe 2 formes isomères de ce composé car il possède un carbone asymétrique.

### Propriétés physiques
Le 2-(4-méthoxyphénoxy)propanoate de sodium est un composé de formule chimique est C10H11O4Na et son poids moléculaire est de 218,19 g/mol. Il se présente sous forme de cristaux blanc solide qui fondent a 190 °C.
Il est soluble dans l'eau et propylène glycol, faiblement soluble dans les huiles et miscible dans l'éthanol à température ambiante.

### Propriétés physiologique
Le 2-(4-méthoxyphénoxy)propanoate de sodium et le lactisole réduisent la perception de la saveur sucrée du sucre, d'édulcorants de masse (mannitol et sorbitol) et d'édulcorants intenses tels que l'aspartame, la saccharine et la thaumatine.
Par exemple, une solution sucrée contenant 12 % de saccharose et du 2-(4-méthoxyphénoxy)propanoate de sodium est perçue aussi sucrée qu'une solution contenant 4 % de saccharose. Parmi les composés qui réduisent la saveur sucrée en bouche, le 2-(4-méthoxyphénoxy)propanoate de sodium est moins efficace que l'acide gymnémique. L'effet modificateur de goût du 2-(4-méthoxyphénoxy)propanoate de sodium se limite à la saveur sucrée et n'affecte pas la perception des autres saveurs (amère, acide et salée). Cependant il affecte le goût umami en réduisant la perception de la saveur du glutamate chez l'homme.

### Mécanisme
Il semble que la présence du groupement carboxyle et le cycle aromatique du 2-(4-méthoxyphénoxy)propanoate de sodium soient nécessaire à la suppression de la saveur sucrée.
Le 2-(4-méthoxyphénoxy)propanoate de sodium agit en compétition avec les édulcorants de façon sélective, en effet il a eu moins d'effet sur l'acide glycyrrhizique, la néohespéridine dihydrochalcone et la thaumatine en mélange alors qu'un pré-traitement de la bouche avec le lactisol a réduit la perception de la saveur sucrée de ceux-ci.
Le 2-(4-méthoxyphénoxy)propanoate de sodium est supposé agir sur les protéines G hétéromères TAS1R3 des récepteurs chez l'homme, mais n'a pas d'effet chez les rongeurs.
Un autre composé à la structure similaire du 2-(4-méthoxyphénoxy)propanoate de sodium, l'acide 3-(4-méthoxylbenzoyl)propionique, possède aussi la propriété de masquer la saveur sucrée.

## Utilisation

### Alimentaire
L'utilisation principale du 2-(4-méthoxyphénoxy)propanoate se trouve dans l'industrie alimentaire. Par exemple pour les confitures et produits similaires contenant de grandes quantités de sucre. Dans ces produits, la suppression de la saveur sucrée permet de mettre en valeur l'arôme du fruit. Les doses utilisées sont comprises entre 50 et 150 ppm.
Aux États-Unis, le 2-(4-méthoxyphénoxy)propanoate de sodium est FEMA GRAS (Numéro Fema 3773) et autorisé dans les applications comme agent aromatisant jusqu'à 150 ppm.

### Physiologie
Le 2-(4-méthoxyphénoxy)propanoate de sodium est utilisé dans l'étude et la compréhension des mécanismes de la perception du sucré chez l'homme, et les animaux. Il contribue aussi à la compréhension de la saveur amère de certain édulcorants intenses comme la saccharine et l'acésulfame K.

## Production
Le producteur actuel de 2-(4-méthoxyphénoxy)propanoate de sodium est la société Domino Sugar. Il est vendu co-cristallisé avec le saccharose à la concentration de 1 250 ppm.